# Turistická značená trasa 7378
 Turistická značená trasa 7378 je 1 km dlouhá přeshraniční žlutě značená trasa Klubu českých turistů v okresech Trutnov a Krkonoše spojující Luční boudu s rozcestím na Cestě česko-polského přátelství. Její převažující směr je severní. Trasa se nachází na územích Krkonošských národních parků českého a posléze polského.

## Průběh trasy
Trasa má svůj počátek na rozcestí u Luční boudy, kudy procházejí jednak červeně značená trasa 0402 ze Špindlerova Mlýna pokračující jako trasa 0406 do Vrchlabí a jednak modře značená trasa 1950 od Dívčích lávek do Obřího sedla.
Trasa vede přibližně severním směrem po tzv. Jantarové cestě mezi rašeliništi a stoupá ke česko-polské státní hranici. Asi 100 metrů za ní překonává malé sedlo a klesá na rozcestí s červeně značenou Cesta česko-polského přátelství, kde končí.

## Historie
Trasa sleduje část historické obchodní stezky Slezská cesta přicházející z Vrchlabí. Vyznačena byla v roce 1997 společně se zřízením hraničního přechodu. Při stejné příležitosti obdržela i název Jantarová cesta jako upomínku na historickou komoditu přepravovanou mezi Slezskem a Českem.